# Poprad
Poprad (în germană Deutschendorf) este un oraș în regiunea istorică Zips (Spiš) din Slovacia, situat la poalele Munților Tatra. Are o populație de aproximativ 55.000 de locuitori, fiind reședința districtului (okres) omonim. Orașul are un centru istoric, este deservit de aeroportul Poprad-Tatry și este punct de începere al Căii ferate electrificate Tatra (slovacă Tatranská elektrická železnica), un set de trenuri speciale care leagă stațiunile din Munții Tatra între ele și de Poprad.

## Istoric
După Marea invazie mongolă din secolul al XIII-lea localitatea a fost colonizată cu germani, devenind un important oraș (Villa Theutonicalis) în nordul Regatului Ungariei. Din 1412 până în 1770 a fost unul dintre orașele regiunii Spiš (ținutul țipțer) acordat de Ungaria drept zălog către coroana Poloniei.

## Geografie
Poprad este străbătut de râul Poprad.

## Demografie
| An:                | 1994   | 2004   | 2014   | 2024   |
| ------------------ | ------ | ------ | ------ | ------ |
| Număr de persoane: | 54.803 | 55.404 | 52.316 | 48.352 |
| Diferență:         |        | +1,09% | −5,57% | −7,57% |

| An:                | 2023   | 2024   |
| ------------------ | ------ | ------ |
| Număr de persoane: | 48.741 | 48.352 |
| Diferență:         |        | −0,79% |

## Monumente
- Biserica romano-catolică „Sf. Egidiu”, monument din sec. al XIII-lea, extins în sec. al XV-lea în stil gotic, cu turn renascentist din 1685

## Personalități
- Leslie Kish alias László Kiss (1910-2000), statistician american
- Tibor Sekelj (1912-1988), scriitor și explorator
- Andrej Kiska (n. 1963), președinte al Slovaciei
- Peter Bondra (n. 1968), jucător de hochei
- Daniela Hantuchová (n. 1983), jucătoare de tenis